# Chauffeurs d'Orgères

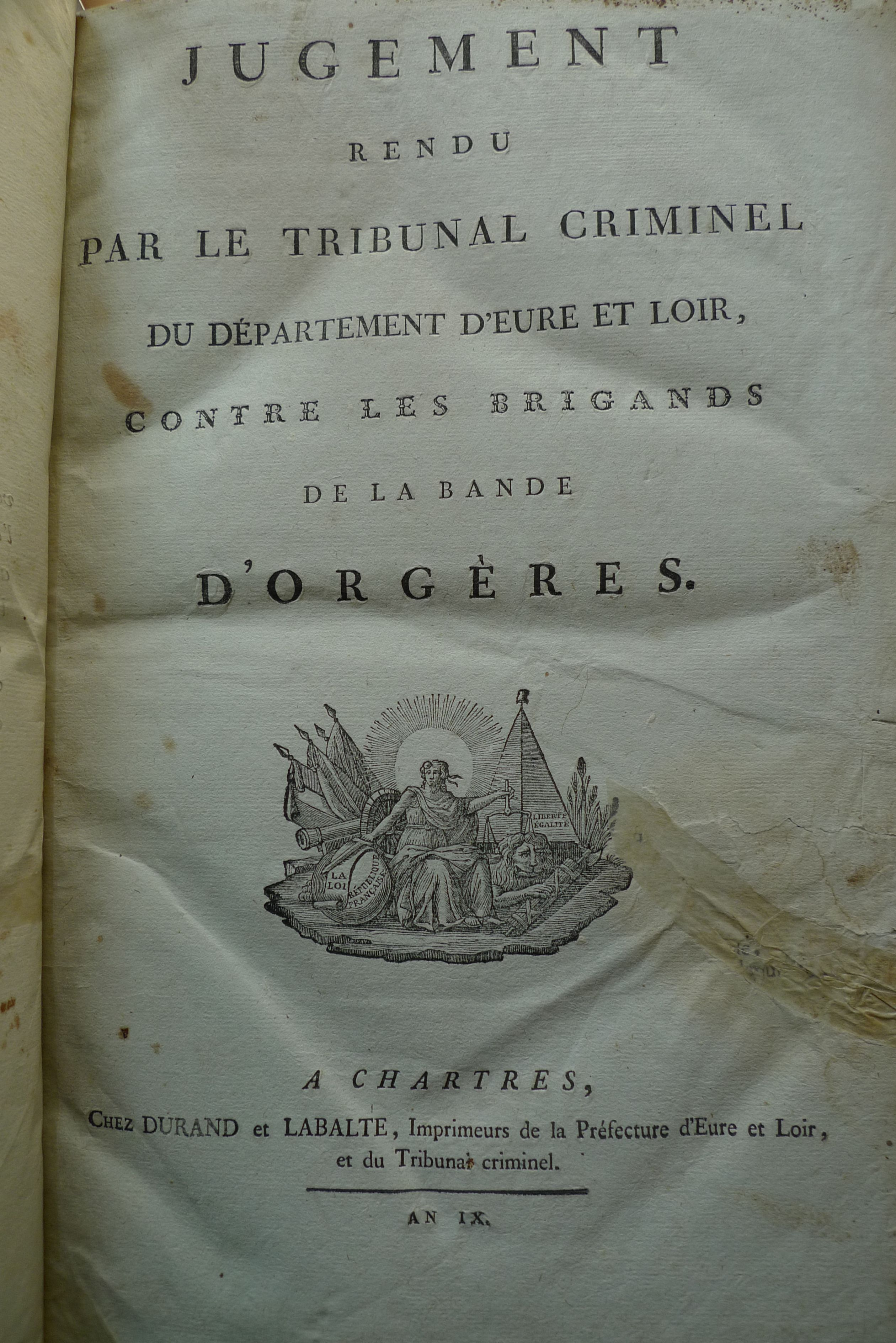
Minutes du procès publiées en l'An IX.

Les Chauffeurs d'Orgères sont une bande de criminels qui sévit dans la région naturelle de la Beauce à la fin du règne de Louis XVI et au début de la Révolution française, de 1785 à 1792.
La bande doit son nom à la commune d'Orgères-en-Beauce située dans l'actuel département d'Eure-et-Loir en région Centre-Val de Loire. Le terme chauffeurs vient du fait que les malfaiteurs brûlaient les pieds des gens afin que ceux-ci sous la torture révèlent la localisation de leurs économies.

## Histoire
Les Chauffeurs d'Orgères se rattachent à la tradition de banditisme sous l'Ancien Régime, commencée dans la région par la bande Hulin vers 1760.

### Localisation
L'analyse des différents crimes et forfaits de ces bandes, car il s'agissait de plusieurs bandes, vivant pour la plupart en famille a permis de délimiter un territoire situé sur les départements suivants : Eure-et-Loir, Loiret, Loir-et-Cher, Essonne (ancienne Seine-et-Oise) et plus principalement dans la région naturelle de la Beauce. La Beauce constitue un territoire propice : entièrement bordée de forêts à l'époque, elle reste, malgré les crises et famines une zone riche et fertile. De plus, les fermes sont souvent isolées les unes des autres : appeler à l'aide pour un fermier attaqué est souvent vain et inutile.

### Une situation économique « favorable »
La fin du XVIIIe siècle est marquée en France par de nombreuses disettes, : 1794 sera considérée comme l'année noire. Ces famines précarisent une population déjà fragile : les journaliers et de nombreux petits métiers qui subissent ces crises successives se retrouvent à mendier pour trouver une nourriture de plus en plus rare alors que se développe une bourgeoisie rurale nouvellement enrichie qui devient une cible pour ces hommes qui ne sont plus encadrés par les règles de leurs corporations proscrites par la loi Le Chapelier en 1791.
Ces journaliers se retrouvent à demander le gîte et le couvert. Ainsi, dans les fermes où ils étaient accueillis, ils pouvaient croiser les « bandits professionnels ». C'est de ces rencontres que vont naître la bande d'Orgères et autres similaires, comme une fusion de la truanderie professionnelle et de la gueuserie.

L'historien et écrivain français Albert Vandal dira d'ailleurs au milieu du XIXe siècle : 

« Ces bandes comprennent tout ce qui vit hors la loi ; d'abord, le déchet de l'ancien régime, fraudeurs, maraudeurs, faux-sauniers ; puis des réfractaires de tout genre à la Révolution, réfractaires à l'impôt du sang, réquisitionnaires et conscrits fugitifs, soldats déserteurs, survivants des révoltes fédéralistes et des insurrections vendéennes, émigrés rentrés et poussés au crime par l'exaspération ou la misère, aventuriers attirés de l'étranger par la terre de désordre ; enfin, les criminels de métier, galériens en rupture de chaîne, voleurs échappés des prisons, gens en guerre de tout temps avec les lois, s'attaquant aujourd'hui à la Révolution, parce qu'elle figure la légalité établie et s'acharnant à la détruire en détail. »

### Exécution
Vingt-et-un membres de la bande sont exécutés en place publique à Chartres le 4 octobre 1800. Leur décapitation fait l'objet d'une relation détaillée dans le Journal de la Préfecture d'Eure-et-Loir du 14 vendémiaire an 9. Parmi les nombreux assistants de l'exécution se trouvant un enfant de sept ans qui sera appelé à de hautes fonctions : François-André Isambert.

## Quelques personnalités

### Hulin
Hulin se démarque des malfaisants qui l'ont précédé, en ce qu'il ne prétend pas être un pauvre en quête de denrées essentielles ou des moyens de se les procurer. Il s'affirme bandit, recherche la richesse, s'organise en conséquence, et soigne sa réputation de perce-bedaine par des actes plus outrés que ses prédécesseurs.
Il est arrêté par la maréchaussée de Malesherbes avec sa concubine Adélaïde Démon. En octobre 1782, la justice prévôtale de Montargis instruit le procès de Hulin et de plus de deux cents complices qui, depuis dix ans, sévissaient dans la région. Hulin est exécuté à l'automne 1783.

### Jean Renard dit « Poulailler »
Les rescapés de la bande de Hulin intègrent alors la bande de Jean Renard, lui-même un natif d'Ouarville qui a brigandé en Beauce et en Sologne pendant plus de dix ans déjà à cette date. Expert dans son domaine, il est surnommé « Poulailler » en référence au sujet d'intérêt préféré des renards dont il porte le nom. Il ne manque pas d'une certaine allure, arborant une perruque de marquis, coiffé d'un feutre retapé à la militaire, chaussant des éperons. Il porte aussi sous sa tunique un baudrier qui supporte une panoplie de flibustier : paire de pistolets chargés, poignard à longue lame, sabre d'officier de cavalerie ; et, à la bretelle, un mousquet chargé. 
Le lieutenant général de police Louis Thiroux l'appréhende fin 1785, à la suite de quoi les versions diffèrent quant aux modalités de sa mise à mort : par l'estrapade ou un traitement similaire à Dourdan, ou pendu à Longjumeau, où il avait commis un de ses crimes.

### Robillard
Robillard succède brièvement à Poulailler, choisissant de s'établir sur la région de Montargis dont la grande forêt lui semble propice à des retraites sûres.
Il sera supplicié à la roue sur le martroi de Montargis le 13 septembre 1783, et soixante-dix de ses complices exécutés à sa suite ou envoyés aux galères.

### Fleur-d'Épine
Conséquemment à la mort de Jean Renard dit « Poulailler » et au rapide passage de Robillard, c'est le fils de Poulailler, dit Fleur-d'Épine, qui prend la relève à la tête de la bande. Il installe son quartier général dans la forêt de Boisseaux, à 30 km au nord-est d'Orgères-en-Beauce, et dispose de nombreux souterrains secrets et retraites annexes dans les bois d'alentour. Les activités s'inscrivent dans le quadrilatère Orléans - Chartres - Étampes - Pithiviers. Fleur-d'Épine recrute des vagabonds affamés pour hommes de main, des colporteurs pour espions dont le travail les met en contact avec un large éventail de gens, et des cabaretiers pour receleurs. Ces receleurs étaient appelés les « Francs ». Les troubles de la Révolution facilitent ses menées criminelles : prétendant suivre des aspirations politiques, Fleur-d'Épine se lie avec des conspirateurs contre-révolutionnaires vers qui le portent ses goûts plus raffinés que ses congénères. 
Il est pris en juillet 1792 dans une gargote d'Angerville, où trahi par son habillement à tendance "gentilhomme" il est contrôlé par un groupe de « chasse-coquins » qui découvre alors le butin que lui et ses acolytes transportent : ils revenaient d'une attaque à main armée en Seine-et-Oise. Jamais il n'avait sévi aussi loin de sa base. Emprisonné à Versailles en juillet 1792, il finit égorgé au cours des massacres de Septembre de la même année.

### « Beau-François »
Beau-François est un des principaux membres des Chauffeurs d'Orgères.

### Le Rouge d'Auneau
François Ringette, dit le Rouge d'Auneau (surnom qu'il devait sans doute à la couleur de ses cheveux) fut un des chefs de file de la bande. On le présente souvent comme le second de Beau François. Il avait épousé Marie Victoire Lavertu (ou Lavorde). Le Rouge d'Auneau se faisait appeler également Michel Pécat en utilisant les papiers d'un homme qu'il avait volé dans sa jeunesse. Il reçut à lui seul à l'issue du procès treize condamnations à mort et cent soixante dix-huit années de bagne. Le 2 ventôse an VI, Vasseur l'arrête à la ferme de Marchon. Il fut condamné à mort et exécuté le 12 vendémiaire an IX (4 octobre 1800) à Chartres, place du Marché aux Chevaux, en compagnie de vingt et un autres membres de la bande (en réalité, il y eut vingt-trois condamnations, deux d'entre eux moururent avant l'exécution : Marie Catherine Pelletier mourut en prison. Pierre Beaumont dit Lonjumeau se suicida).

### Le Borgne-de-Jouy
Germain Bouscant, dit le Borgne-de-Jouy, n'a jamais pris part aux assauts de maison et aux cambriolages, mais a servi  occasionnellement d'espion. Il est arrêté début 1798 et indique à la justice les lieux de retraite d'une bonne partie des « chauffeurs d'Orgères », permettant l'arrestation et le jugement de 87 prévenus. Le 27 juillet 1800, le jugement condamne à mort vingt hommes et trois femmes, les autres à des peines allant de trente ans de fers (Bouscant à 24 ans de bagne) à deux ans d'emprisonnement. Le 3 octobre 1800, 21 des bandits sont guillotinés sur la place publique de Chartres, au grand soulagement de la population.